# 龍穴
龍穴（りゅうけつ）とは、陰陽道や古代道教、風水術における繁栄するとされている土地のことである。また、龍穴へ向かう流れを龍脈（りゅうみゃく）という。陰陽道では尋龍点穴と呼ばれる相地法で聖なる土地を探し出される。同じ陰陽の思想である天円地方から建築物は方形をなすことが多い。そのほか陰陽道では四神相応などの哲学大系がある。風水では大地の気が吹き上がる場所とされる。
古より陰陽道では露出した活断層は把握されており、遷都・神社を建立するに際して、その土地の構造(活断層や山の配置など)を考慮し陰陽重ならぬ土地が龍穴として選定された。不思議なことに日本国内のほとんどの大きな龍穴とされる場所には、古社が鎮座するなどしており、また、その土地は天変地異とは無縁だという。伊勢神宮や唐招提寺、日光東照宮なども龍穴とされる。